# Игнатовка (Осиповичский район)
Игнато́вка (бел. Ігнато́ўка) — деревня в составе Липенского сельсовета Осиповичского района Могилёвской области Белоруссии.

## Этимология
Топоним «Игнатовка» является названием, образованным от имени Игнат или от производной от него фамилии. Станислав Гришанович: Хутор основал Игнат Гришанович. На кладбище неподалеку от деревни большинство захоронений носит эту фамилию. Последний раз посещал деревню в 1977 году.

## Географическое положение
Игнатовка расположена в 18 км на северо-восток от Осиповичей, в 9 км от ж/д станции Брицаловичи на линии Осиповичи — Могилёв и в 151 км от Могилёва. Рядом с деревней проходит автодорога Осиповичи — Свислочь. На юге Игнатовка граничит с лесом.
Планировку Игнатовки составляют три обособленных участка, застроенных деревянными домами усадебного типа.

## История
В 1808 году Игнатовка являлась селом в составе имения Загорадье Игуменского уезда Минской губернии. Местную школу грамоты открыли в 1889 году. Через год, в 1890 году, в ней обучалось уже 15 учеников. Согласно переписи 1897 года Игнатовка относилась к Погорельской волости Игуменского уезда Минской губернии.
В феврале — ноябре 1918 года Игнатовка подверглась оккупации войсками кайзеровской Германии, в августе 1919 — июле 1920 года — войсками Польши. В 1925 году территория деревни увеличилась за счёт присоединённого большого куска бывшей помещичьей земли. Открылся курс по ликвидации безграмотности среди взрослых. 12 апреля 1931 года здесь был организован колхоз В. Володарского. Концом 1930-х годов датируется переселение в Игнатовку жителей хутора Борок, деревень Каменка, Краснолеск и Калининск.
Во время Великой Отечественной войны Игнатовка была оккупирована немецко-фашистскими войсками. Деревня стала центром подпольной антифашистской группы. Оккупанты сожгли 19 дворов. На фронте и в партизанской деятельности погибли 52 жителя.
В 1974-77 году Игнатовка была среднего размера деревней в несколько десятков дворов. Дома строились по подобию традиционной русской избы с большой центральной комнатой 25-30 кв. м и русской печкой с лежанкой; в деревне была большая конюшня и стадо коров (кроме другой живности). Также было сельпо, которое работало ежедневно, а два раза в неделю в него завозили свежий хлеб, колбасы и прочее. В советское время многие семьи держали свиней; хлеб в сельпо стоил дёшево, его добавляли в корм свиньям — варили крупу, резали крапиву и добавляли хлеб. 
Молодежь села вместе с приезжими родственниками составляла десятка два человек. Летний досуг молодежи — это вечерняя рыбалка с бреднем и посиделки за столом в большой деревенской беседке. Травили байки, били комаров и складывали их в кучку в центре стола. Перед уходом эту кучку поджигали. 
По окраине деревни протекал ручей-речка, через которую был деревянный мост. Рядом с ним руками ловили пескарей. Жили все в достатке, не бедно.

## Население
- 1808 год — 51 человек, 15 дворов[1]
- 1897 год — 283 человека, 39 дворов[1]
- 1907 год — 361 человек, 48 дворов[1]
- 1917 год — 445 человек, 69 дворов[1]
- 1959 год — 236 человек[1]
- 1970 год — 206 человек[1]
- 1986 год — 96 человек, 60 дворов[1]
- 2002 год — 49 человек, 32 хозяйства[1]
- 2007 год — 28 человек, 19 хозяйств[1]

## Комментарии
1. ↑  Название и ударение даны по: Назвы населеных пунктаў Рэспублікі Беларусь: Магілёўская вобласць: нарматыўны даведнік / І. А. Гапоненка і інш.; пад рэд. В. П. Лемцюговай. — Минск: Тэхналогія, 2007. — С. 65. — 406 с. — ISBN 978-985-458-159-0.